# Parque de los Principes
Parque de los Principes är en park i Spanien.   Den ligger i provinsen Provincia de Sevilla och regionen Andalusien, i den sydvästra delen av landet, 400 km sydväst om huvudstaden Madrid. Parque de los Principes ligger 13 meter över havet.
Terrängen runt Parque de los Principes är platt. Runt Parque de los Principes är det mycket tätbefolkat, med 1 956 invånare per kvadratkilometer. Närmaste större samhälle är Sevilla, 3,1 km öster om Parque de los Principes. Runt Parque de los Principes är det i huvudsak tätbebyggt.